# Historia de Belice
La historia de Belice es la narración cronológica y demostrable de los acontecimientos del pasado relacionados con la gente que habita en el actual territorio de Belice, país ubicado en América Central.

## Era prehispánica

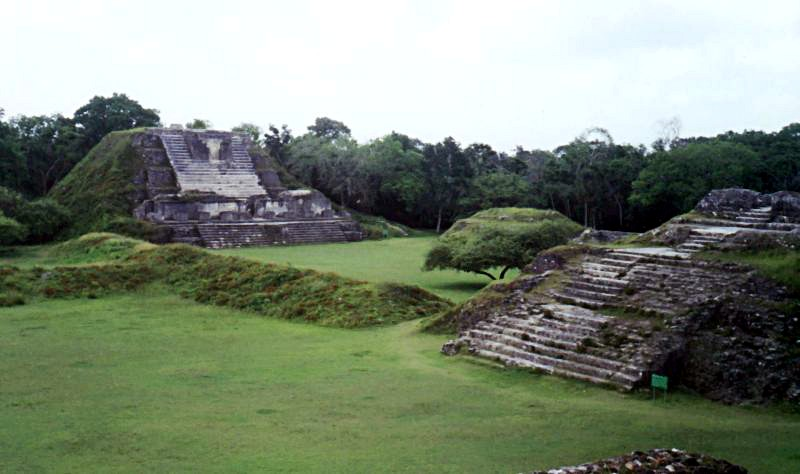
Templos de Altun Ha.

El territorio de la actual nación de Belice estuvo dentro de la órbita cultural de los mayas, la gran civilización que dominó Mesoamérica hasta la llegada de los conquistadores españoles. Entre los siglos II y X de la era cristiana se vivió la época de esplendor de esta cultura. Si bien no existe una unidad política mesoamericana, la ciudad mexicana de Teotihuacán ejercía una gran influencia. Esa influencia permitió el surgimiento de estados en Centroamérica.
En Belice se encuentran varios yacimientos arqueológicos de gran interés como Altún Ha, El Caracol, Cerros, Cahal Pech, Lamanai, Lubaantún, Nim Li Punit, Santa Rita y Xunantunich. Uno de ellos, Caracol, fue sede del mayor de los estados de la región. Su nombre en aquellos tiempos era Oxhuitza. 
Desde el siglo IV conocemos nombres de reyes de esta ciudad, que controlaron grandes territorios, especialmente en el siglo VI, en el cual las tropas del monarca Yajaw Te' K'inich II derrotaron a las huestes de Tikal, ciudad cercana, en la actual Guatemala. 
Caracol tuvo cerca de ciento ochenta mil habitantes, y la densidad de población en Belice era posiblemente mayor que la actual. Pero las luchas por la hegemonía entre los distintos reinos provocaron el fin de esta era dorada. Kán III, entre 835 y 849, fue el último rey conocido.

Mapa de las diferentes entidades territoriales que existían en Belice y el resto de Centroamérica en el antes de la llegada de los españoles.

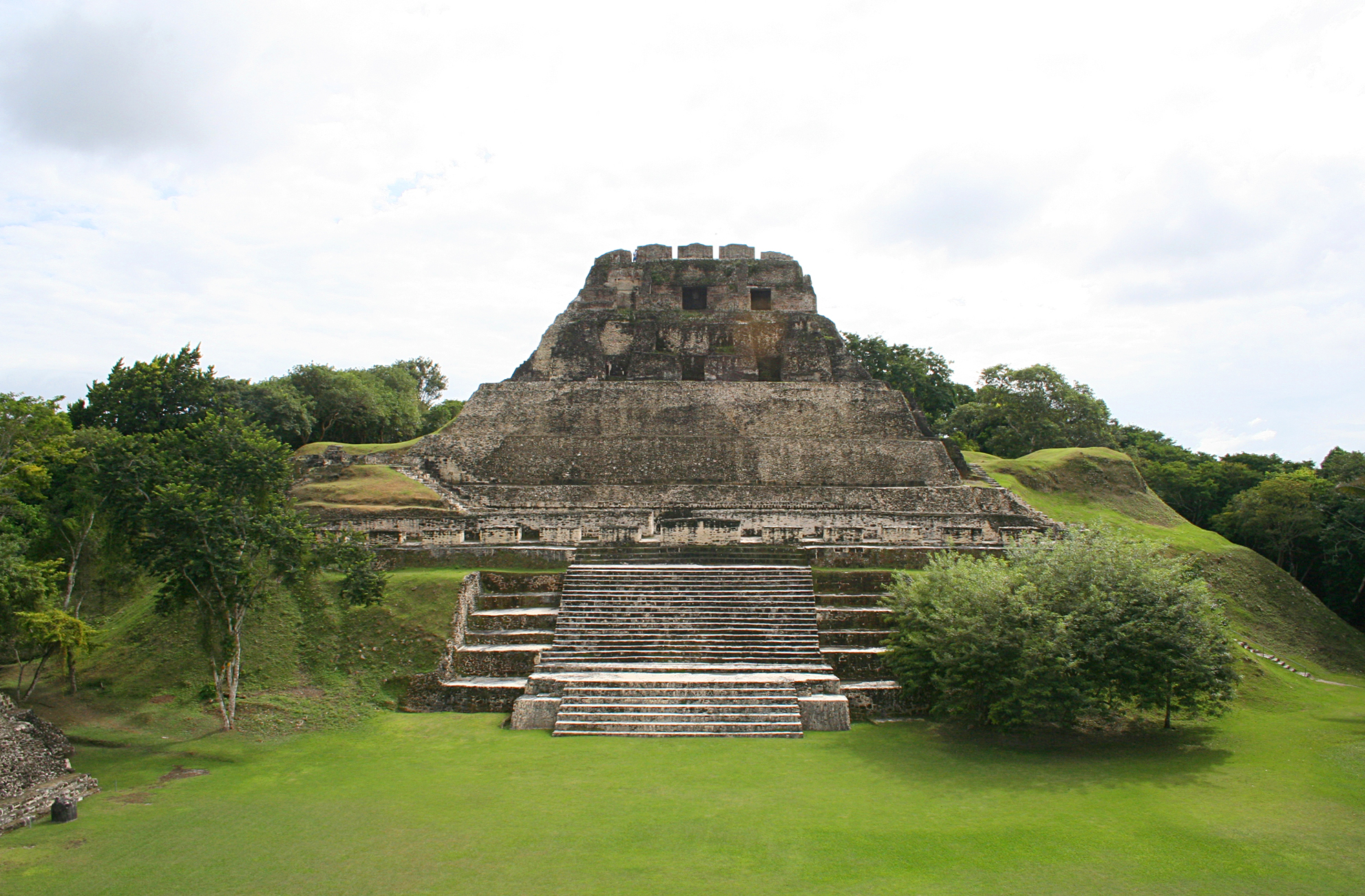
"El Castillo" en Xunantunich

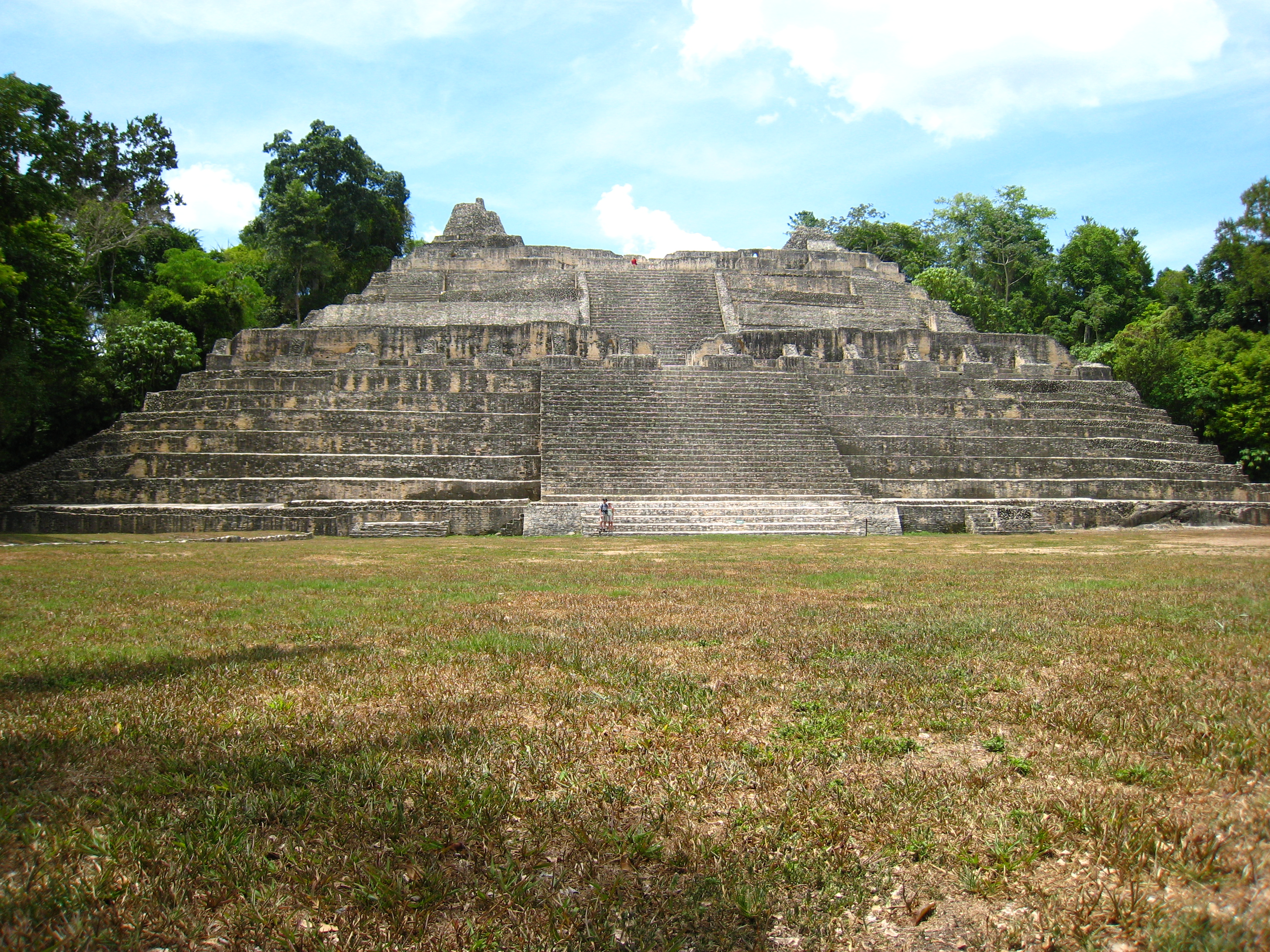
"Caana" en El Caracol

La civilización maya apareció al menos hace tres milenios en el área baja de la península del Yucatán y en las tierras altas al sur, en lo que hoy es el sureste de México, Guatemala, el oeste de Honduras y Belice. Muchos aspectos de esta cultura persisten en el área a pesar de los casi 500 años de dominación europea. Hace unos 2500 años a. C. algunas bandas de cazadores se establecieron en pequeñas aldeas agrícolas donde más tarde cultivaron maíz, frijoles, calabazas y chiles.
Belice fue parte del área cultural maya, que se extendía desde el sur de México hasta Guatemala y Honduras. La ocupación más temprana del territorio corresponde a la mitad del segundo milenio a. C., alcanzando su florecimiento en torno al siglo IX de nuestra era. El centro político y cultural más importante de la región era el sitio conocido en la actualidad como El Caracol, cuyas inscripciones se encuentran en la aristocrática variante del maya, llamado Ch’olti’an Clásico por los epigrafistas. Al norte de las Montes Maya las inscripciones de Lamanai se encuentran en yucateco desde el siglo VII.
En el periodo Clásico, antes del siglo X, vivieron en el territorio actualmente beliceño cerca de 400.000 personas y, si bien hubo un descenso de la población durante el Posclásico, las tierras bajas Mayas seguían ocupadas cuando arribaron los europeos en el XVI; para entonces los principales habitantes eran los Mopán, una rama de los yucatecos.

## Dominio español
Los conquistadores españoles exploraron la región a partir de 1519, la incorporaron a la Corona de Castilla y el territorio pasó a ser parte de la capitanía General de Guatemala, si bien optaron por no colonizarla debido a la falta de recursos como el oro y la fuerte defensa de la península de Yucatán por los mayas. En el siglo XVII, marinos ingleses navegaron por la zona dedicándose a la piratería y a la tala del palo de Campeche para la producción de tinte.
El tratado de Madrid de 1670 puso fin a los ataques piratas, con lo que los ingleses se concentraron en cortar palo de Campeche. Con la madera se producía un agente de fijación para los tintes de ropa que era vital para la industria lanar europea. España otorgó licencia de ocupar el área a los colonos británicos a condición de que cesaran los actos de piratería.
En 1716 unos taladores británicos expulsados por los españoles de la bahía de Campeche se instalaron en la región del río Belice. A lo largo del siglo XVIII españoles y británicos intercambiaron ataques cada vez que se declaraba la guerra entre las dos potencias. Un ejemplo es la batalla del Cayo San Jorge, del 10 de septiembre de 1798. El aniversario de esta batalla ha sido declarado fiesta nacional de Belice.
Los británicos esperaron hasta el año 1789 para nombrar el primer superintendente del territorio de Belice. Anteriormente, el gobierno británico no reconoció el asentamiento de Belice como una colonia, por temor a provocar un ataque español ya que el territorio pertenecía formalmente a España. La falta de implicación del gobierno británico permitió a los colonos el establecimiento sus propias leyes y formas de gobierno. Durante este tiempo unos pocos colonos ricos ganaron el control de la legislatura local, conocida como Public Meeting («Reunión Pública»), así como de la mayor parte de las tierras y madera.

## Dominio británico

Bandera de Honduras Británica

El dominio nominal de España sobre Belice terminó con las guerras de independencia hispanoamericanas, a principios del siglo XIX. En 1825, el nuevo estado de México fue reconocido oficialmente por los británicos y el año siguiente renunció a toda pretensión sobre Belice mientras la República Federal de Centro América negociaba términos similares.
En el siglo XIX, los británicos ejercieron un mayor control sobre los colonos, amenazando con la suspensión del Public Meeting a menos que se observara las instrucciones del gobierno con respecto a la abolición de la esclavitud. Aunque la esclavitud fue abolida en 1838 en el Imperio británico, las condiciones de trabajo de los trabajadores en la colonia de Belice eran denigrantes. Los esclavos de la colonia fueron valorados por sus habilidades en la extracción de caoba. Como resultado, los antiguos dueños de esclavos en la Honduras Británica ganaban 53,69 £ de promedio por esclavo, el monto más alto pagado en cualquier parte del Imperio Británico.
Poco después, se puso en marcha una serie de instituciones para garantizar la presencia continua de fuerza de trabajo viable. Algunas de ellas limitaron la capacidad de las personas para obtener la tierra, mediante un sistema de peonaje por deudas que permitió mantener los antiguos esclavos «liberados» como fuerza de trabajo. Debido a que una pequeña élite controlaba la tierra y el comercio de la colonia, los antiguos esclavos no tenían otro remedio que seguir trabajando como leñadores.
En 1862 Gran Bretaña declaró formalmente al territorio una colonia de la Corona británica subordinada a Jamaica, y la llamó Honduras Británica. Como colonia, Belice comenzó a atraer a inversores británicos. Entre las empresas británicas que dominaron la colonia en el siglo XIX se encuentra la Belize Estate and Produce Company, que logró adquirir la mitad de todas las tierras de propiedad privada en la colonia. La gran influencia de esta compañía privada se explica en parte por la dependencia de la colonia del comercio de caoba durante el resto del siglo XIX y la primera mitad del siglo XX.
La Gran depresión de 1930 provocó un colapso casi total de la economía colonial, ya que la demanda británica de madera se desplomó. Los efectos del desempleo generalizado se agravaron por un huracán devastador que afectó a la colonia en 1931. Los esfuerzos de rescate y reconstrucción del gobierno fueron percibidos como inadecuados, una situación que agravó tras su negativa ante las llamadas populares de legalizar los sindicatos e introducir un salario mínimo. Las manifestaciones y los disturbios de 1934 marcaron el comienzo de un movimiento nacionalista a favor de la independencia. En respuesta, el gobierno revocó las sanciones penales contra los trabajadores que violaron los términos de sus contratos de trabajo por haberse afiliado a sindicatos, y concedió a los trabajadores el derecho de afiliarse a sindicatos.
Las condiciones económicas mejoraron durante la II Guerra Mundial (1939-1945), cuando muchos hombres de Belice ingresaron en las fuerzas armadas o contribuyeron como fuerza laboral al esfuerzo bélico. Después de la guerra, la economía de la colonia se estancó nuevamente debido a las presiones causadas por los efectos perjudiciales de la guerra. La decisión británica de devaluar el dólar de la Honduras Británica en 1949 empeoró las condiciones económicas y condujo a la creación del Comité del Pueblo, que exigía la independencia. El sucesor del Comité del Pueblo, el Partido Unido del Pueblo (PUP), solicitó reformas constitucionales y la ampliación de los derechos de voto a todos los adultos.

## Independencia

Territorio beliceño no disputado
Territorio disputado en la actualidad

Las reformas constitucionales se iniciaron en 1954 y dieron lugar a una nueva Constitución diez años más tarde. Gran Bretaña concedió a la Honduras Británica el autogobierno en 1964, y el líder del PUP, George Price, fue nombrado primer ministro de la colonia. La Honduras Británica fue rebautizada oficialmente como «Belice» en 1973. El progreso hacia la independencia, sin embargo, se vio obstaculizado por un reclamo guatemalteco de la soberanía del territorio. Belice, finalmente, alcanzó la plena independencia el 21 de septiembre de 1981, aunque Guatemala se negó a reconocer a la nueva nación. Unos 1500 soldados británicos se quedaron para proteger Belice de la amenaza guatemalteca.
Con Price a la cabeza, el PUP ganó todas las elecciones hasta 1984. Ese año el PUP fue derrotado por el Partido Democrático Unido (UDP), y el líder de la UDP, Manuel Esquivel, reemplazó a Price como Primer ministro beliceño. Price regresó al poder tras las elecciones de 1989. El presidente de Guatemala reconoció formalmente la independencia de Belice en 1992. Al año siguiente, el Reino Unido anunció que pondría fin a su participación militar en Belice. Los soldados británicos se retiraron en 1994, pero el Reino Unido dejó una unidad de entrenamiento militar para ayudar en la recién creada Fuerza de Defensa de Belice.
El UDP recuperó el poder en las elecciones de 1993 nacional, y Esquivel fue designado primer ministro por segunda vez. Poco después, Esquivel anunció la suspensión de un pacto alcanzado con Guatemala durante el mandato de Price. El pacto redujo la disputa fronteriza de 130 años de edad entre los dos países. Las tensiones fronterizas continuaron en la década del 2000, aunque los dos países cooperaron en otras áreas.
El PUP obtuvo una victoria aplastante en las elecciones nacionales de 1998, y líder del PUP, Said Musa, prestó juramento como primer ministro. En las elecciones de 2003 el PUP mantuvo su mayoría, y Musa continuó como primer ministro. Se comprometió a mejorar las condiciones en el sur subdesarrollado y en gran parte inaccesible de Belice.
En 2005, Belice fue escenario de disturbios causados por el descontento con el gobierno del PUP, que aumentó los impuestos. El 8 de febrero de 2008, Dean Barrow prestó juramento como primer ministro después de que el UDP obtuviera una aplastante victoria en las elecciones generales.
A lo largo de la historia de Belice, Guatemala ha reclamado la propiedad de la totalidad o parte del territorio. Esta afirmación se refleja en ocasiones en mapas que muestran a Belice como parte de Guatemala. En el 2012, el conflicto de la frontera con Guatemala siguió sin resolverse y sigue siendo un tema bastante polémico.
La reclamación de Guatemala al territorio de Belice se basa, en parte, en términos de la Cláusula VII del Tratado anglo-guatemalteca de 1859 que obliga a los británicos a construir una carretera entre la ciudad de Belice y Guatemala. En varias ocasiones el problema ha requerido la mediación del Reino Unido, la Comunidad del Caribe, jefes de Gobierno, la Organización de Estados Americanos, México y Estados Unidos. Cabe destacar que tanto Guatemala como Belice participan en las medidas de fomento de la confianza aprobadas por la OEA, incluyendo el Proyecto de Guatemala-Belice Language Exchange.
Tras 12 años de gobierno de Barrow, en 2020 el PUP regresó al poder bajo el liderazgo de Johnny Briceño.